# Brigid McCole
Brigid McCole (21 juin 1942 - 2 octobre 1996) est une militante irlandaise contre l'hépatite C. 

## Enfance et famille
Brigid McCole naît Bridget Ellen Sharkey à Bunawack, Glenties dans le comté de Donegal le 21 juin 1942. Ses parents sont John, ouvrier, et Ellen Sharkey (née McCole). Elle vit dans le comté de Donegal toute sa vie. Le 14 août 1968, elle épouse Brian « Briney » McCole (Mac Camhaill) de Loughaugher, Crolly, un éleveur de moutons. Ils s'installent à Loughaugher. Entre 1969 et 1982, ils ont 6 filles et 6 fils. Son mari est atteint d'une maladie chronique, ce qui rend difficile d'élever tant d'enfants,.

## Activisme
McCole découvre qu'elle est infectée par l'hépatite C dans les années 1970, après avoir reçu des produits sanguins infectés lors d'une de ses grossesses en novembre 1977. Elle reçoit un produit sanguin appelé Anti-D, fabriqué par le Blood Transfusion Services Board (BTSB), pour traiter le syndrome hémolytique chez les nouveau-nés. McCole est devenu célèbre lors du scandale de l'hépatite C de 1994 à 1996. Le problème des produits sanguins infectés avait été identifié dès 1989. L'Anti-D a été fabriqué à partir du sang d'une patiente qui souffre d'ictère au moment du don en 1976. Plutôt que d'être détruit, il est conservé et administré à un large groupe de personnes, principalement des femmes enceintes. McCole connaissait un déclin de sa santé à partir de 1988, avec douleur et fatigue extrême. En 1994, le BTSB annonce que les femmes ayant reçu le produit sanguin anti-D doivent se présenter aux tests sanguins pour l'hépatite C. Il s'avère que de nombreuses femmes et hommes sont infectés. 
La situation de McCole est difficile et aggravée par le fait qu'elle n'a pas accès aux transports privés ni au service ferroviaire du comté de Donegal, elle voyage seule en bus entre sa maison et l'hôpital Beaumont de Dublin pour se faire soigner. Le BTSB réagit lentement à la crise en cours et ne reconnaît sa responsabilité ni offert d'indemnisation ; la crise de l'hépatite C devient un scandale national. Un groupe est formé pour représenter les personnes concernées, Action positive. L'État irlandais n'intervient pas pour accélérer la résolution de la crise. McCole est l'une des membres de Positive Action qui rencontre la présidente Mary Robinson à Dublin en novembre 1994. Cette réunion montre la solidarité du président avec les militants, mais en raison du système politique irlandais, ce soutien reste symbolique. Une photographie de McCole avec Robinson fait d'elle une personnalité publique reconnaissable,.
Un tribunal d'indemnisation est annoncé en septembre 1995 par Michael Noonan, le ministre de la Santé du Fine Gael après un rapport critiquant le rôle du BTSB dans la crise. Malgré cela, McCole décide de porter son affaire devant la Haute cour, dans le but de trouver la vérité derrière le scandale plutôt que d'indemnisation. Pour tenter de clore l'affaire, le BTSB propose un arrangement de 175 000 £ en mai 1996, mais celui-ci est rejeté. En raison de l'ostracisation des victimes dans les communautés, McCole tente d'utiliser le pseudonyme « Brigid Roe ». Elle poursuit le BTSB, l'État irlandais et le National Drugs Advisory Board sous son propre nom. Sa santé continue de se détériorer, mais Positive Action et John Rogers SC maintiennent la pression,,. McCole tente d'obtenir une audience complète en juin 1996 en raison de sa santé fragile, mais elle est refusée et une date de procès a été fixée au 8 octobre 1996.
McCole est à l'hôpital St Vincent de Dublin à la fin de septembre 1996, mourant, et il était peu probable qu'elle puisse assister à son audience à la Haute Cour. Le BTSB concède une responsabilité privée. Le 1er octobre 1996, elle reçoit l'admission complète de la part du conseil d'administration et une offre de la compensation initiale de 175 000 £, et elle accepte. McCole meurt d'une insuffisance hépatique le 2 octobre, et la première personne à décéder officiellement des suites d'une hépatite C causée par un produit sanguin anti-D infecté. Un aveu de responsabilité est rendu public le 8 octobre. En mars 1997, le tribunal publie son rapport et, plus tard en août 1997, le rapport McCole est publié et le tribunal d'indemnisation est établi par la loi. Début 2002, RTÉ Television diffuse une série dramatique réalisée par Stephen Burke, No tears, avec Brenda Fricker dans le rôle de McCole. Son mari se suicide en août 2000.
Il apparaît plus tard que les avocats impliqués dans l'affaire McCole ont reçu 1,35 million de livres sterling d'honoraires, dont la majorité est versée à l'équipe juridique du BTSB. Noonan parle de l'énorme effet que McCole a eu sur lui dans sa carrière politique et de l'effet durable du scandale sur le Fine Gael. Des comparaisons ont été établies entre le traitement réservé à McCole et des militants plus récents tels que Philomena Canning. 